# 夸梅·阿尤
夸梅·阿尤（Kwame Ayew，1973年12月28日—），是一名加纳退役足球运动员，司职前锋，曾经在中国效力并获得联赛最佳射手。
2003年，阿尤加盟了甲A球队沈阳金德，开始了他在中国的4年之旅。当年，阿尤就以14个进球与上海申花的索尔·马丁内斯并列获得末代甲A的最佳射手。2004年，阿尤加盟了上海国际队，随队参加中超联赛。他又以17球再次获得金靴。2006年底，阿尤告别了中国赛场，加盟了葡超球队塞图巴尔队。2007年夏天，阿尤在葡萄牙宣布退役。
阿尤的哥哥阿贝迪·阿尤，常被称为阿贝迪·贝利，是非常著名的足球运动员，曾经蝉联三届非洲足球先生。他的兩名侄子安德雷·阿尤及乔丹·阿尤亦是加纳国家队的队员，並参加了2010年南非世界杯（仅安德雷）、2014年巴西世界杯和2022年卡塔尔世界杯（兄弟同时登场）。